# Сучков, Григорий Сергеевич
Григорий Сергеевич Сучков (1917, Тула — 1979) — советский марафонец, серебряный призёр чемпионатов СССР, участник летних Олимпийских игр 1952 года в Хельсинки, мастер спорта СССР (1950).
Во время Великой Отечественной войны — капитан ветеринарной службы, старший ветеринарный врач стрелкового полка, награждён орденом Красной Звезды.
Был первым туляком, выполнившим мастерский норматив. В 1949 году стал чемпионом РСФСР в марафонском беге. Во время забега на Олимпиаде с дистанции сошли 13 участников. Григорий Сучков показал результат 2:38.28,8 сек, который вывел его на 28-е место. Погиб в 1979 году.

## Выступления на чемпионатах страны
- Чемпионат СССР по лёгкой атлетике 1949 года:
  - Марафон —  (2:38.04,2);
- Чемпионат СССР по лёгкой атлетике 1951 года:
  - Марафон —  (2:43.11,6);